# ريتشارد ماكسويل
ريتشارد ماكسويل (بالإنجليزية: Richard Maxwell)‏ هو محامي أمريكي، ولد في 1919، وتوفي في 7 أكتوبر 2016.